# 恋爱诊疗中
《恋爱诊疗中》（羅馬化：[Freelance]:Ham puay... Ham phak... Ham rak mor）是一部由纳瓦彭·坦荣瓜塔纳利自编自导，桑尼·苏瓦美塔农、黛薇卡·霍内领衔主演的泰国浪漫喜剧片。电影于2015年9月30日在泰国上映，讲述了30岁的工作狂爱上皮肤科女医生治疗的故事。

## 演员阵容
- 桑尼·苏瓦美塔农 饰演 翁（Yoon）
- 黛薇卡·霍内 饰演 艳（Imm）
- 瓦尔蕾特·瓦帖儿 饰演 洁（Je）
- Torpong Chantabubph 饰演 彭（Peng）
- 诺塔彭·邦帕卡布 饰演 佳（Kai）
- 班庄·比辛达拿刚 饰演 医生